# Frederic Baraga
Ireneus Frederic Baraga (Eslovenia, 29 de junio de 1797-Marquette, Míchigan, 19 de enero de 1868), fue un sacerdote católico esloveno y el primer obispo de la actual Diócesis de Marquette en Estados Unidos desde 1853 hasta su fallecimiento nombrado por el papa Pío IX.

## Primeros años
El obispo Baraga nació en un castillo llamado Mala vas en el noreste de Eslovenia perteneciente en ese entonces al imperio austriaco. Huérfano a los 14 años, se fue a estudiar leyes a la Universidad de Viena graduándose con honores y hablando con fluidez el esloveno, francés y alemán. Estando en Viena, con el espíritu de las reformas a la Iglesia católica decidió ser sacerdote siendo guiado espiritualmente por Clemente María Hofbauer, quien lo instó a ser misionero para ser enviado a predicar a los indígenas americanos.